# Miscanthus sacchariflorus
Miscanthus sacchariflorus, deutsch Silberfahnengras  oder Großes Stielblütengras genannt, ist eine Grasart aus der Gattung der Stielblütengräser (Miscanthus) innerhalb der Familie der Süßgräser (Poaceae). Die in Ostasien heimische Pflanze ist eine der Elternarten der Energiepflanze Riesen-Chinaschilf (Miscanthus × giganteus).

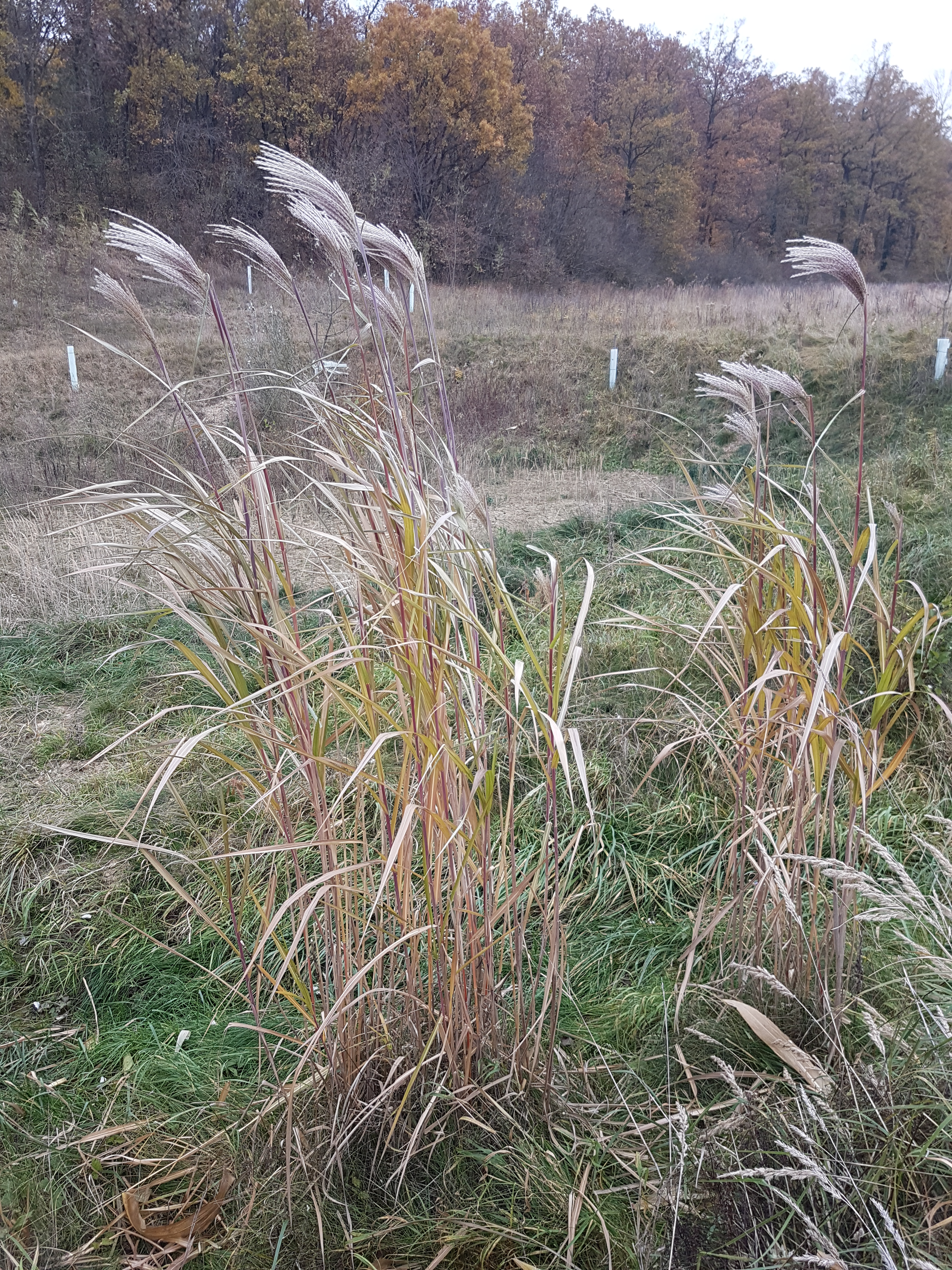
Miscanthus sacchariflorus

## Merkmale
Miscanthus sacchariflorus ist eine ausdauernde Pflanze und bildet lange, schlanke Rhizome, die mit kurzen, kahlen bis behaarten Cataphyllen besetzt sind. Die Halme sind schlank, aufrecht, 65 bis 160 cm hoch, nicht hohl und unverzweigt. Die Blätter stehen am Halm. Die Blattscheiden sind gerieft und kahl. Die Blattspreiten sind linealisch, flach, 20 bis 50 cm lang und 0,5 bis 1,5 cm breit. Sie sind kahl, haben eine deutliche Mittelrippe und enden zugespitzt. Das Blatthäutchen ist rund 5 mm lang und trägt 1 bis 2 mm lange Wimpern.
Der Blütenstand ist eine 7 bis 30 cm lange Rispe, deren Hauptachse 5 bis 15 cm lang, kahl oder an der Basis behaart ist. Die vier bis 24 traubigen Teilblütenstände sind 5 bis 20 cm lang. Die Internodien der Rachis sind kahl, die Knoten kahl oder behaart. Die Ährchen sind 4 bis 6 mm lang, behaart und unbegrannt. Am Callus sitzen 8 bis 12 mm lange Haare, die aus dem Ährchen ragen. Die Hüllspelzen sind ungleichartig, häutig, 4 bis 6 mm lang, mit undeutlichen Nerven und am Ende zugespitzt. Die untere Hüllspelze ist dich behaart mit langen Haaren an den Rändern. Die obere ist nur an der Spitze kurz behaart. Die Deckspelzen sind lanzettlich, hyalin und rund 3 mm lang. Sie haben 0 bis 1 Nerv, Spitze und Ränder sind behaart. Die Vorspelze ist als eine kleine, nervenlose, behaarte Schuppe ausgebildet. Die drei Staubbeutel sind 2 bis 2,5 mm lang. Die Karyopse ist länglich.
Die Chromosomenzahl beträgt 2n = 40.

## Verbreitung und Standorte
Miscanthus sacchariflorus kommt ursprünglich in China (Gansu, Hebei, Henan, Shaanxi), in Japan, Korea und im Osten Russlands vor. Sie wächst an Berghängen und an Flussufern. In Nordamerika, Deutschland, Österreich, Polen und Tschechien kommt sie eingeführt vor.

## Taxonomie
Das Silberfahnengras wurde 1859 von Karl Johann Maximowicz in Primitiae Florae Amurensis S. 331–332 als Imperata sacchariflora erstbeschrieben. Die Art wurde 1887 von Eduard Hackel in Engler & Prantl: Die natürlichen Pflanzenfamilien, Band 2 Teil 2, S. 23 als Miscanthus sacchariflorus (Maxim.) Hack. in die Gattung Miscanthus gestellt.